# Heinkel HD 22
Хейнкель HD 22 (нем. Heinkel HD  22) — немецкий учебно-тренировочный самолёт.
Heinkel HD 22 был выпущен в 1926 году на базе Heinkel HD 21. Самолёт представлял собой двухместный двухстоечный биплан, оснащенный двигателем BMW IV мощностью 320 л. с. Самолёт предназначался для обучения лётчиков. Лицензия на выпуск самолёта была закуплена венгерской фирмой Manfred Weiss, производивших эти самолёты для летных школ ВВС Венгрии (в то время они были засекречены и выдавали себя за частные любительские аэроклубы). Также один HD 22 был приобретен Авиационным корпусом Армии США для военного атташе в Германии.

## Лётно-технические характеристики
| Размах крыла, м                 | 12,00       |
| Длина (на поплавках), м         | 8,30        |
| Высота (на поплавках), м        | 3,78        |
| Площадь крыла, м2               | 34,80       |
| Масса, кг                       |             |
| пустого самолета (на поплавках) | 1050        |
| нормальная взлетная             | 1550        |
| Тип двигателя                   | 1 ПД BMW IV |
| Мощность, л.с.                  | 1 х 320     |
| Максимальная скорость, км/ч     | 190         |
| Крейсерская скорость, км/ч      | 175         |
| Практическая дальность, км      | 950         |
| Скороподъемность, м/мин         | 270         |
| Практический потолок, м         | 5300        |
| Экипаж, чел                     | 2           |